# Samoa National League 1980
Samoa National League 1980, còn có tên là Upolo First Division, là mùa giải thứ 2 trong lịch sử Samoa National League, giải đấu cao nhất của Liên đoàn Bóng đá Samoa. Vaivase-tai giành chức vô địch thứ 2, đang dần trở thành đội bóng có chuỗi 3 chức vô địch liên tiếp.